# John Macadam
|  | Per a altres significats, vegeu «John Macadam (desambiguació)». |

L'honorable Dr John Macadam (29 de maig de 1827 - 2 de setembre de 1865), va ser un químic australià-escocès, professor de medicina, polític australià i ministre del gabinet, i secretari honorari de l'expedició Burke and Wills . El gènere Macadamia (nou de macadàmia) va rebre el seu nom el 1857. Va morir al mar, en un viatge d'Austràlia a Nova Zelanda, als 38 anys.

## Biografia
John Macadam va néixer a Northbank, Glasgow, Escòcia, el 29 de maig de 1827, fill de William Macadam (1783-1853) i Helen, de soltera Stevenson (1803-1857). El seu pare era un home de negocis de Glasgow, propietari d'una empresa de filatura i estampació tèxtil a Kilmarnock, i era burgès i magistrat (magistrat) de Glasgow. Els seus companys industrials i ell de l'ofici havien desenvolupat, mitjançant la química, els processos d'estampació industrial a gran escala de teixits pels quals es coneixien aquestes plantes de la zona.
Va estudiar química a la Universitat Andersonian i a la Universitat d'Edimburg abans de dedicar-se a la medicina a Glasgow. El 1855 va viatjar a Melbourne, on es va convertir en el primer professor a ensenyar a l'escola de medicina universitària de la ciutat, començant a donar les seves classes de química el 3 de mars de 1862. Va morir uns anys més tard, el 1865, en un viatge d'Austràlia a Nova Zelanda,. La seva tomba es troba al cementiri general de Melbourne.
El seu deixeble Ferdinand von Mueller (1825-1896) va batejar el gènere Macadamia en el seu honor. La nou d'una espècie, la nou de Queensland, és la famosa nou de macadàmia .

## Expedició de Burke i Wills
Entre 1857 i 1865, Macadam va servir com a secretari honorari del Comitè d'Exploració de la Royal Society of Victoria, que va organitzar l'expedició Burke and Wills.
L'expedició va ser organitzada per la societat amb l'objectiu de travessar el continent d'Austràlia des de les costes sud fins al nord, cartografiar-lo i recollir dades científiques i exemplars. En aquell moment, la major part de l'interior d'Austràlia no havia estat explorat pels colons europeus i els era desconegut.
El 1860–61, Robert O'Hara Burke i William John Wills van dirigir l'expedició de 19 homes amb aquesta intenció, travessant Austràlia des de Melbourne al sud fins al golf de Carpentaria al nord, una distància d'uns 2.000 milles.
Tres homes finalment van viatjar més de 3.000 milles des de Melbourne fins a les costes del golf de Carpentaria i tornar al Depot Camp a Cooper Creek. En l'intent van morir set homes, inclosos els líders Burke i Wills. Dels quatre homes que van arribar a la costa nord, només un, John King, va sobreviure amb l'ajuda dels indígenes per tornar a Melbourne.
Aquesta expedició es va convertir en la primera a creuar el continent australià. Va ser de gran importància per al desenvolupament posterior d'Austràlia i es podria comparar en importància amb l'expedició de Lewis i Clark per terra a la costa del Pacífic nord-americana amb el desenvolupament dels Estats Units.
Després del gran nombre de morts de l'expedició, les crítiques inicials van recaure sobre la Royal Society, però va quedar clar que la seva previsió no podria haver prevenit les morts i això va ser àmpliament reconegut quan es va saber que com a Secretari del Comitè d'Exploració de l'expedició Burke i Wills, el doctor Macadam havia insistit en les disposicions adequades per a la seva seguretat.

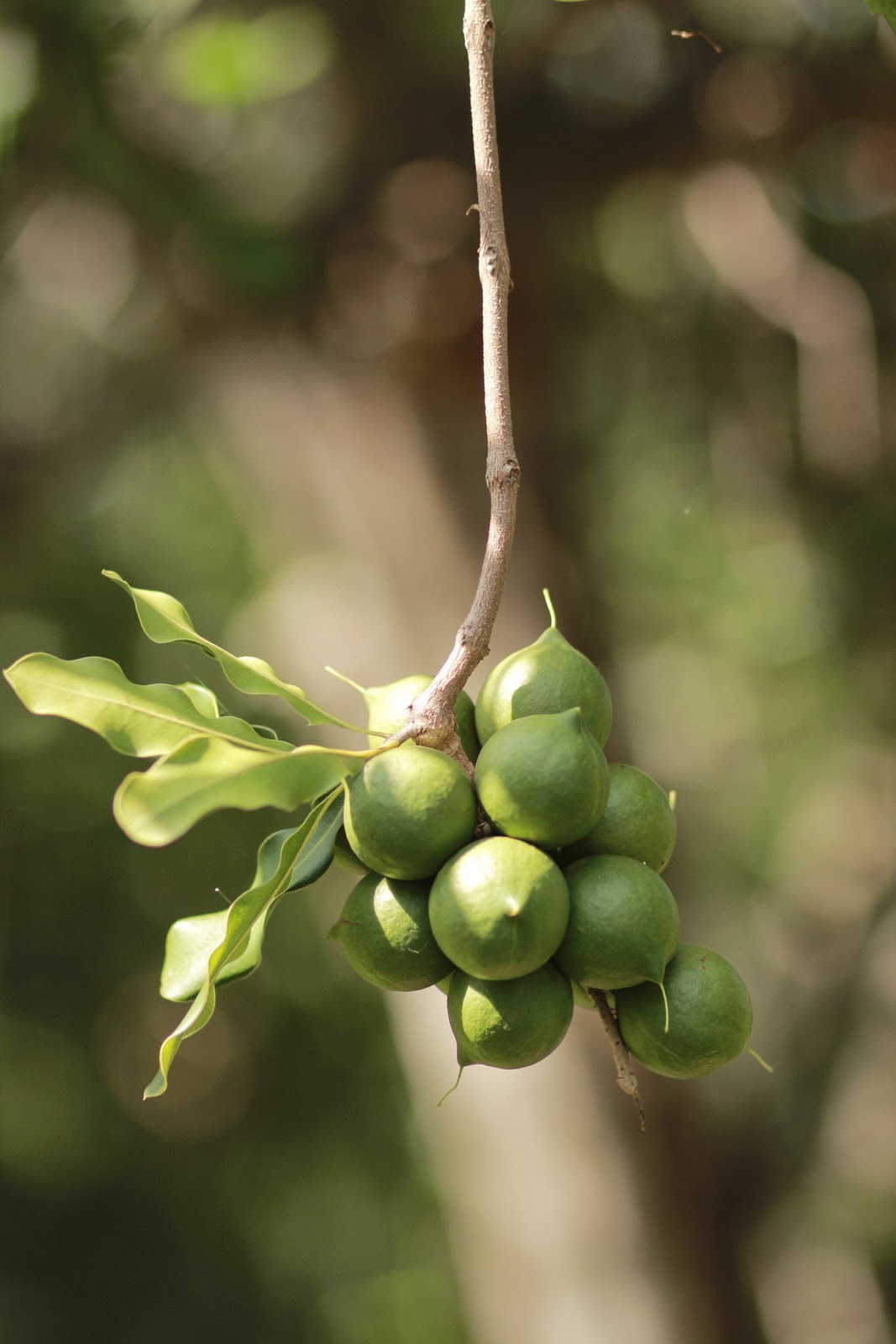
Nou de macadàmia a l'arbre

## Macadàmia
La nou de macadàmia (gènere Macadamia) va ser descoberta pels colons europeus, i posteriorment l'arbre va rebre el seu nom pel seu amic i col·lega, Ferdinand von Mueller (1825-1896), Director dels Jardins Botànics Reials, Melbourne. L'arbre va donar el seu nom a les nous de macadàmia. El gènere Macadamia va ser descrit científicament per primera vegada l'any 1857 pel Dr. Mueller i va anomenar el nou gènere en honor al seu amic Dr John Macadam. Mueller havia fet una gran quantitat de taxonomia de la flora, nomenant innombrables gèneres, però va triar aquest "... un gènere preciós dedicat a John Macadam, MD, el talentós i merescut secretari del nostre institut".

## Societats erudites
- 1847 membre de la Royal Scottish Society of Arts[10]
- 1848 membre de la Glasgow Philosophical Society (ara Royal Philosophical Society of Glasgow)[10]
- 1855 elegit membre de la Facultat de Metges i Cirurgians de la Universitat de Glasgow[15]
- 1855 membre elegit (1857–59 Hon. Sec), l'Institut Filosòfic de Victòria, que després esdevindrà la Royal Society of Victoria[16]
- 1860 vicepresident de la Royal Society of Victoria[10]